# На іншому березі
«На іншому березі» (рос. На другому берегу) — драматичний фільм 2023 року виробництва студії «Білорусьфільм», знятий білоруським режисером Андрієм Хрульовом із Данилом Чупом та Антоніною Дівіною в головних ролях. Прем'єра кінострічки в Білорусі відбулася 14 вересня 2023 року та була присвячена Дню народної єдності.

## Сюжет
Дії кінострічки розгортаються 1925 року біля кордону Західної Білорусі та Білоруської РСР — там проживає головний герой фільму Павло разом зі своєю матір'ю. Він спостерігає, як польська влада прагне асимілювати білорусів, викорінити мову, культуру та віру. Заворушення, партизанська війна, жорстке придушення будь-яких спроб зберегти національну ідентичність.

## Акторський склад
- Данило Чуп — Павло
- Антоніна Дівіна
- Іван Батарев
- Олексій Лонгін — Вацлав Шуманський
- Анастасія Васільєва — Леся Рубцова
- Руслан Чернецький
- Олег Філіпчик
- Тамара Міронова
- Світлана Нікіфорова — Анна, матір Павла
- Віктор Рибчинський
- Ігор Подлівальчев
- Тетяна Фьодорова — Мая
- Максим Дубовський
- Андрій Дудко
- Олександр Душечкін
- Єлизавета Шукова
- Сергій Юревич
- Олег Коц
- Олена Стеценко
- Олег Бабуль
- Сергій Лапаніцин
- Сергій Маргович
- Андрій Оліференко
- Анатолій Терпицький
- Сергій Широчкин
- Сергій Савенков
- Олександр Пашкевич

## Огляди
На думку Андрія Вершкова з видання «Наша Ніва», фільм не зацікавить велику авдиторію, а людей, що знають історію Білорусі фільм може «образити». Він вважає, що такі фільми покликані прищепити білорусам ненависть до сусідніх народів, також зазначає, що «...відсутність топорної пропаганди й робить „На іншому березі“ не таким токсичним, як, наприклад, „Не гру“, зняту кілька років тому про білоруську армію».
Самопроголошений президент Білорусі, Олександр Лукашенко прокоментував «На іншому березі», сказавши: «Ну, не ідеальний. Вище середнього. Але фільм. Він уже про щось розповідає».